# سورة المسد
سُورَةُ المَسَدِ هي سورة مكية، من المفصّل، في الجزء الثلاثين، آياتها خمسٌ، وترتيبها في المصحف إحدى عشرة ومئة، بدأت بالدعاء على عبد العزى بن عبد المطلب المعروف بأبي لهب عمّ النبي محمد: ﴿تَبَّتْ يَدَا أَبِي لَهَبٍ وَتَبَّ ۝١﴾ [المسد:1]، نزلت بعد سورة الفاتحة، وقبل سورة التكوير، وعُدَّتِ السادسة من السور نزولًا، وتُسمّى كذلك بـ «سورة أبي لهب»، أو «سورة تبّت».
نزلت في الوعيد لعمّ النبي أبي لهب وزوجته أم جميل، وأن مصيرهما النار في الآخرة لمعاداتهما النبي. روى البخاري ومسلم في صحيحيهما، واللفظ لمسلم، عن ابن عباس قال: «لما نزلت ﴿وَأَنْذِرْ عَشِيرَتَكَ الأَقْرَبِينَ﴾ ورَهْطَكَ منهمُ المُخْلَصِينَ، خرج رسول الله ﷺ حتى صعد الصفا، فهتف: يا صباحاه! فقالوا: من هذا الذي يهتف؟ قالوا محمد. فاجتمعوا إليه. فقال: يا بني فلان، يا بني فلان، يا بني فلان، يا بني عبد مناف، يا بني عبد المطلب فاجتمعوا إليه. فقال: أرأيتكم لو أخبرتكم أن خيلًا تخرج بسفح هذا الجبل أكنتم مصدقي؟ قالوا: ما جربنا عليك كذبًا. قال: فإني نذير لكم بين يدي عذاب شديد. فقال أبو لهب: تَبًّا لكَ أما جَمَعْتَنا إلَّا لِهذا، ثم قام، فنزلت هذه السورة».
تعتبر السورة من دلائل النبوة إذ نزلت في حياة أبي لهب وامرأته، وأخبرت أنهما في النار، ومن مقتضيات ذلك ومن لوازمه: أن يموت أبو لهب على الكفر، فكان من الممكن أن يُسلم أبو لهب أو امرأته كما أسلم غيره من الكفار؛ ولكن مات أبو لهب على الكفر، فصدقت الآيات بعد موته على الكفر.

## نص السورة
نص سورة المسد برواية حفص لقراءة عاصم:
أمَا عن اختلافات السورة في القراءات العشر:
- «أَبِی لَهَبࣲ»: أسكن الهاء ابن كثير المكي (لَهْبٍ)، وقرأها الباقون بفتح الهاء. ولا خلاف بين العشرة في فتح الهاء في «ذَاتَ لَهَبࣲ».[1]
- «حَمَّالَةَ»: قرأها عاصم بالنصب ورفعها الباقون «حَمَّالَةُ».[1]

### تعدادها
عدد آيات سورة المسد خمس آيات، في جميع مدارس عدد الآيات ليس فيها اختلاف. أما عدد كلماتها فثلاثة وعشرون مثل عدد كلمات سورتي الْفِيل والفلق. واختلفوا في عدد حروفها، فقال أبو عمرو الداني: «حروفها سَبْعَة وَسَبْعُونَ حرفا كحروف النَّصْر»، وكذلك ذكر الخطيب الشربيني، وأبو إسحاق الثعلبي. بينما ذكر نظام الدين النيسابوري أن حروفها أحد وثمانون حرفًا.

## التسمية
سميت السورة في أكثر المصاحف بـ«سورة تبت» وكذلك عنونها الترمذي في جامعه، وفي أكثر كتب التفسير، تسميةً لها بأول كلمة فيها. وسميت في بعض المصاحف وفي بعض التفاسير بـ«سورة المسد». واقتصر جلال الدين السيوطي في كتابه الإتقان في علوم القرآن على ذكر هذين الاسمين فقط.
بينما سماها جمع من المفسرين بـ«سورة أبي لهب»، وعنونها أبو حيان في تفسيره بـ«سورة اللهب»، ولم يُسمها غيره بهذا الاسم. وعنونها أبو بكر بن العربي في أحكام القرآن «سورة ما كان من أبي لهب» وهو عنوان وليس باسم.

## زمن نزول السورة
اتفق العلماء والمُفسِّرون على أنها سورة مكية، وعُدت السادسة من السور نزولُا، ورُوي أن نزولها كان في السنة الرابعة من البعثة. نزلت بعد سورة الفاتحة وقبل سورة التكوير، فعن جابِرِ بْنِ زَيْدٍ قَالَ: «أَوَّلُ مَا أَنْزَلَ اللَّهُ مِنَ الْقُرْآنِ بِمَكَّةَ: ﴿اقْرَأْ بِاسْمِ رَبِّكَ﴾ ثُمَّ: ﴿نْ وَالْقَلَمِ﴾ ثُمَّ: ﴿يَا أَيُّهَا الْمُزَّمِّلُ﴾ ثم: ﴿يَا أَيُّهَا الْمُدَّثِّرُ﴾ ثُمَّ: الْفَاتِحَةَ ثُمَّ: ﴿تَبَّتْ يَدَا أَبِي لَهَبٍ وَتَبَّ﴾ ثُمَّ: ﴿إِذَا الشَّمْسُ كُوِّرَتْ﴾.». وقال مجد الدين الفيروزآبادي: «اتَّفقوا على أَنَّ أَوّل السُّور المكِّية اقرأ باسم رَبِّكَ الذي خَلَقَ، ثمَّ ن والقلم وَمَا يَسْطُرُونَ، ثمَّ سورة المزمِّل، ثمَّ سورة المدَّثِّر، ثمَّ سورة تبَّت، ثم إِذَا الشَّمْسُ كُوِّرَتْ، ثم سَبِّحِ اسْمِ رَبِّكَ الأَعْلَى، ثمَّ والليل إِذَا يغشى، ثم وَالفَجْرِ، ثم وَالضُّحَى، ثمَّ أَلَمْ نَشْرَح ... ولم نذكر الفاتحة لأَنَّه مختلَف فيها: قيل أُنزلت بمكة، وقيل بالمدينة؛ وقيل بكلٍّ مرة».

## سبب نزول السورة

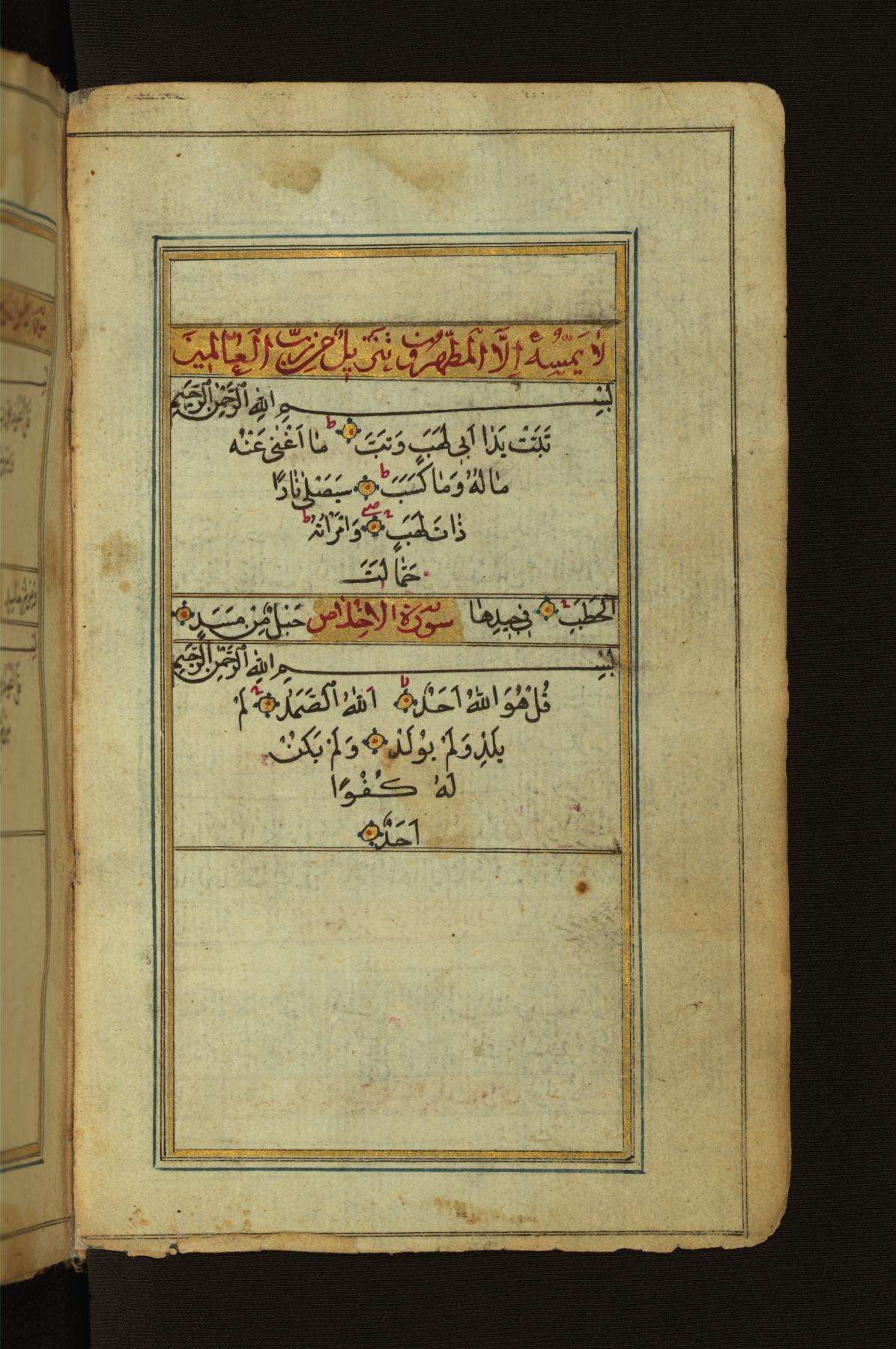
مخطوطة والترز تحتوي على سورتي المسد والإخلاص مزخرفتين بخط الرقعة بالحبر الأحمر على أرضية ذهبية.

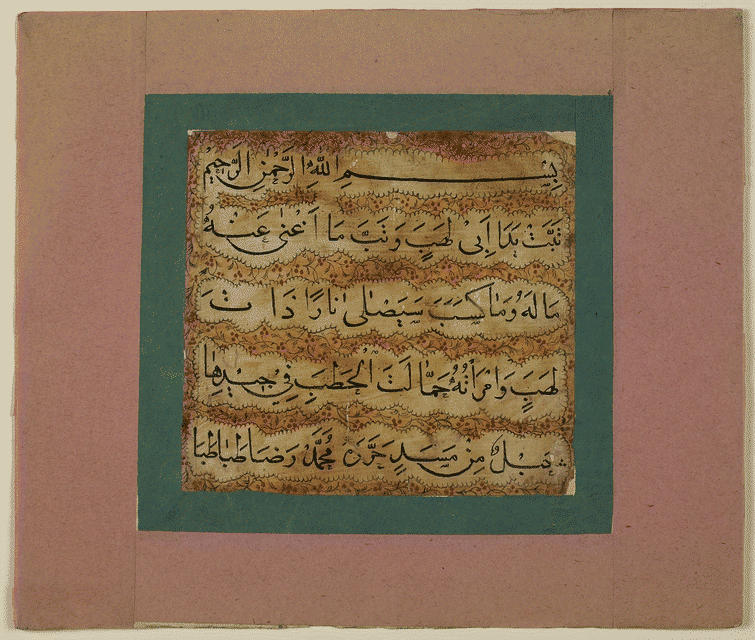
مخطوطة فارسية لسورة المسد.

نزلت في الوعيد لعم النبي أبي لهب وزوجته أم جميل، وأن مصيرهما النار في الآخرة لمعاداتهما النبي. فروى البخاري ومسلم في صحيحيهما، واللفظ لمسلم، عن ابن عباس قال: «لما نزلت ﴿وَأَنْذِرْ عَشِيرَتَكَ الأَقْرَبِينَ﴾ ورَهْطَكَ منهمُ المُخْلَصِينَ، خرج رسول الله ﷺ حتى صعد الصفا، فهتف: يا صباحاه! فقالوا: من هذا الذي يهتف؟ قالوا محمد. فاجتمعوا إليه. فقال: يا بني فلان، يا بني فلان، يا بني فلان، يا بني عبد مناف، يا بني عبد المطلب فاجتمعوا إليه. فقال: أرأيتكم لو أخبرتكم أن خيلًا تخرج بسفح هذا الجبل أكنتم مصدقي؟ قالوا: ما جربنا عليك كذبًا. قال: فإني نذير لكم بين يدي عذاب شديد. فقال أبو لهب: تَبًّا لكَ أما جَمَعْتَنا إلَّا لِهذا، ثم قام، فنزلت هذه السورة:  تَبَّتْ يَدَا أَبِي لَهَبٍ وَتَبَّ  »، وزاد الحميدي وغيره: «فلما سمعت امرأته ما نزل في زوجها وفيها من القرآن، أتت رسول الله ﷺ وهو جالس في المسجد عند الكعبة، ومعه أبو بكر ، وفي يدها فهر من حجارة، فلما وقفت عليه أخذ الله بصرها عن رسول الله ﷺ، فلا ترى إلا أبا بكر. فقالت: يا أبا بكر، إن صاحبك قد بلغني أنه يهجوني، والله لو وجدته لضربت بهذا الفهر فاه، والله إني لشاعرة: مُذَمَّمًا عَصَيْنَا وَأَمْرَهُ أَبَيْنَا وَدِينَهُ قَلَيْنَا. ثم انصرفت. فقال أبو بكر: يا رسول الله، أما تراها رأتك؟ قال: ما رأتني، لقد أخذ الله بصرها عني.».
عقَّب على ذلك ابن عاشور قائلًا: «ومعلوم أن آية ﴿وَأَنْذِرْ عَشِيرَتَكَ الأَقْرَبِينَ﴾ من سورة الشعراء وهي متأخرة النزول عن سورة تبت، وتأويل ذلك أن آية تشبه آية سورة الشعراء نزلت قبل سورة أبي لهب لما رواه أبو أسامة يبلغ ابن عباس لما نزلت وَأَنْذِرْ عَشِيرَتَكَ الأَقْرَبِينَ ورَهْطَكَ منهمُ المُخْلَصِينَ، ولم يقل من سورة الشعراء، خرج رسول الله ﷺ حتى صعد الصفا. فتعين أن آية سورة الشعراء تشبه صدر الآية التي نزلت قبل نزول سورة أبي لهب.».
وقد زاد فخر الدين الرازي في تفسيره سببين آخرين خلاف المشهور هما:
- أن النبي جمع أعمامه، وقدم إليهم طعامًا في صحفة فاستحقروه وقالوا: إن أحدنا يأكل كل الشاة، فقال: كلوا فأكلوا حتى شبعوا ولم ينقص من الطعام إلا اليسير، ثم قالوا: فما عندك؟ فدعاهم إلى الإسلام، فقال أبو لهب ما قال، وروي أنه قال أبو لهب: فما لي إن أسلمت؟ فقال: ما للمسلمين، فقال: أفلا أُفَضَّلُ عليهم؟ فقال النبي ﷺ: بماذا تُفَضَّلُ؟ فقال: تَبًّا لِهَذَا الدِّينِ يَسْتَوِي فِيهِ أَنَا وَغَيْرِي.[10]
- كان إذا وفد على النبي وفد سألوا عمه عنه وقالوا: أنت أعلم به، فيقول لهم: إنه ساحر فيرجعون عنه ولا يلقونه، فأتاه وفد فقال لهم مثل ذلك فقالوا: لا ننصرف حتى نراه، فقال: إنا لم نزل نعالجه من الجنون، فتبًا له وتعسًا، فأخبر النبي ﷺ بذلك فحزن، ونزلت السورة.[11]

## تفسير السورة

### الآية الأولى
تَبَّتْ يَدَا أَبِي لَهَبٍ وَتَبَّ  : التب هو الخُسران، قال قتادة: «خسرت يدا أبي لهب وخسر». وقال ابن عباس: خَابَتْ، وقال عطاء: ضَلَّتْ. وقال ابْنُ جُبَيْرٍ: هَلَكَتْ. وَقَالَ يمان بن رئاب: صَفِرَتْ مِنْ كُلِّ خَبَرٍ. قال شمس الدين القرطبي: «وَخَصَّ الْيَدَيْنِ بِالتَّبَابِ، لِأَنَّ الْعَمَلَ أَكْثَرُ مَا يَكُونُ بِهِمَا؛ أَيْ خَسِرَتَا وَخَسِرَ هُوَ. وَقِيلَ: الْمُرَادُ بِالْيَدَيْنِ نَفْسُهُ. وَقَدْ يُعَبَّرُ عَنِ النَّفْسِ بِالْيَدِ، كَمَا قَالَ اللَّهُ تَعَالَى: ﴿بِمَا قَدَّمَتْ يَدَاكَ﴾. أَيْ نَفْسُكُ. وَهَذَا مَهْيَعُ كَلَامِ الْعَرَبِ؛ تُعَبِّرُ بِبَعْضِ الشَّيْءِ عَنْ كُلِّهِ؛ تَقُولُ: أَصَابَتْهُ يَدُ الدَّهْرِ، وَيَدُ الرَّزَايَا وَالْمَنَايَا؛ أَيْ أَصَابَهُ كُلُّ ذَلِكَ.».

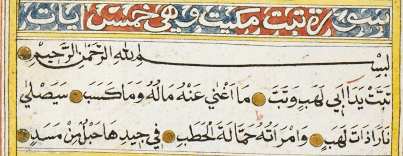
صفحة من مخطوطة الملايو في فطاني تعود إلى النصف الثاني من القرن التاسع عشر. محفوظة ضمن المخطوطات الشرقية في المكتبة البريطانية 15227.

كان أبو لهب عم النبي واسمه عبد العزى بن عبد المطلب، لكن الله لم يذكره باسمه بل بكنيته، وكان يكنى بذلك في الجاهلية لحسنه وإشراق وجهه، فسماه القرآن بكنيته دون اسمه؛ لأن في اسمه عبادة العزى، وذلك لا يقره القرآن، أو لأنه كان بكنيته أشهر منه باسمه العلم، أو لأن في كنيته ما يتأتى به التوجيه بكونه صائرًا إلى النار، وذلك كناية عن كونه جهنميا؛ لأن اللهب ألسنة النار إذا اشتعلت وزال عنها الدخان.
﴿وَتَبَّ﴾: التب الأول دعاء والثاني خبر؛ كما يقال: أهلكه الله وقد هلك.

### الآية الثانية
مَا أَغْنَى عَنْهُ مَالُهُ وَمَا كَسَبَ  : أي ما دفع عنه عذاب الله ما جمع من المال، ولا ما كسب من جاه. قال مجاهد: «من الولد»؛ وولد الرجل من كسبه. فعن ابن عباس أنه رأى يوما ولد أبي لهب يقتتلون، فجعل يحجز بينهم ويقول: هؤلاء مما كسب.
﴿مَا﴾ يجوز أن تكون نفيًا، ويجوز أن تكون استفهامًا. وما الثانية: يجوز أن تكون بمعنى الذي، ويجوز أن تكون مع الفعل مصدرًا؛ أي ما أغنى عنه ماله وكسبه.

### الآية الثالثة
سَيَصْلَى نَارًا ذَاتَ لَهَبٍ   بَيَانٌ لِجُمْلَةِ: مَا أَغْنى عَنْهُ مالُهُ وَما كَسَبَ: أي لا يغني عنه شيء من عذاب جهنم. ونزل هذا القرآن في حياة أبي لهب، وقد مات بعد ذلك كافرًا، فكانت هذه الآية إعلاما بأنه لا يسلم، وكانت من دلائل النبوة. رُوي عن ابن عباس: «لَمَّا خَلَقَ اللَّهُ - عَزَّ وَجَلَّ - الْقَلَمَ قَالَ لَهُ: اكْتُبْ مَا هُوَ كَائِنٌ، وَكَانَ فِيمَا كَتَبَ تَبَّتْ يَدَا أَبِي لَهَبٍ.» وَقَالَ مَنْصُورٌ: «سُئِلَ الْحَسَنُ عَنْ قَوْلِهِ تَعَالَى: تَبَّتْ يَدَا أَبِي لَهَبٍ. هَلْ كَانَ فِي أُمِّ الْكِتَابِ؟ وَهَلْ كَانَ أَبُو لَهَبٍ يَسْتَطِيعُ أَلَّا يَصْلَى النَّارَ؟ فَقَالَ: وَاللَّهِ مَا كَانَ يَسْتَطِيعُ أَلَّا يَصْلَاهَا، وَإِنَّهَا لَفِي كِتَابِ اللَّهِ مِنْ قَبْلِ أَنْ يُخْلَقَ أَبُو لَهَبٍ وَأَبَوَاهُ».
﴿سَيَصْلَى﴾ أي سيشوى بها ويحس بإحراقها. وأصل الفعل: صلاه بالنار أي شواه، ثُمَّ جَاءَ مِنْهُ صَلِيَ كَأَفْعَالِ الْإِحْسَاسِ مِثْلَ فَرِحَ وَمَرِضَ، ووصفت النار بـ ﴿ذَاتَ لَهَبٍ﴾ لزيادة تقرير المناسبة بين اسمه وبين كفره، إذ هو أبو لهب والنار ذات لهب.

### الآية الرابعة
وَامْرَأَتُهُ حَمَّالَةَ الْحَطَبِ  : امرأته أم جميل، واسمها أروى بنت حرب بن أمية وهي أخت أبي سفيان بن حرب، ووصفتها الآية بأنها حمالة الحطب، فيحتمل أنها صفتها في جهنم أي أنها ستظل تحمل الحطب في النار، ويحتمل أنها صفتها التي كانت تعمل في الدنيا بجلب حطب العضاه لتضعه في طريق النبي. قال قتادة وغيره: «كانت تعير رسول الله ﷺ بالفقر. ثم كانت مع كثرة مالها تحمل الحطب على ظهرها؛ لشدة بخلها، فعيرت بالبخل». وقال ابن زيد والضحاك: «كانت تحمل العضاه والشوك، فتطرحه بالليل على طريق النبي ﷺ وأصحابه»؛ قال الربيع: «فكان النبي ﷺ يطؤه كما يطأ الحرير». وقال سعيد بن جبير: «حمالة الخطايا والذنوب». وقال آخرون: «قيل لها ذلك، لأنها كانت تحطب الكلام، وتمشي بالنميمة، وتعير رسول الله ﷺ بالفقر»؛ فكانت العرب تقول: فُلَانٌ يَحْطِبُ عَلَى فُلَانٍ: أي يمشي بالنميمة عليه. وقال سيد قطب في تفسيره: «وكان بيت أبي لهب قريبا من بيت رسول الله ﷺ فكان الأذى أشد. وقد روي أن أم جميل كانت تحمل الشوك، فتضعه في طريق النبي؛ وقيل: إن حمل الحطب كناية عن سعيها بالأذى والفتنة والوقيعة.».

### الآية الخامسة
فِي جِيدِهَا حَبْلٌ مِنْ مَسَدٍ  : حال ثانية لامرأة أبي لهب في الدار الآخرة، والجيد هو العنق، وغلب في الاستعمال على عنق المرأة، وعلى محل القلادة منه، فقلَّ أن يذكر العنق في وصف النساء في الشعر العربي، ومعنى الآية أن الله يجعل لها حبلًا في عنقها تحمل فيه الحطب في جهنم لإسعار النار على زوجها جزاء مماثلًا لعملها في الدنيا الذي أغضب الله تعالى عليها. قال أبو القاسم السهيلي في الروض الأنف: «والمعروف أن يذكر العنق إذا ذكر الحلي أو الحسن، فإنما حسن هنا ذكر الجيد في حكم البلاغة؛ لأنها امرأة والنساء تحلي أجيادهن، وأم جميل لا حلي لها في الآخرة إلا الحبل المجعول في عنقها، فلما أقيم لها ذلك مقام الحلي ذكر الجيد معه».

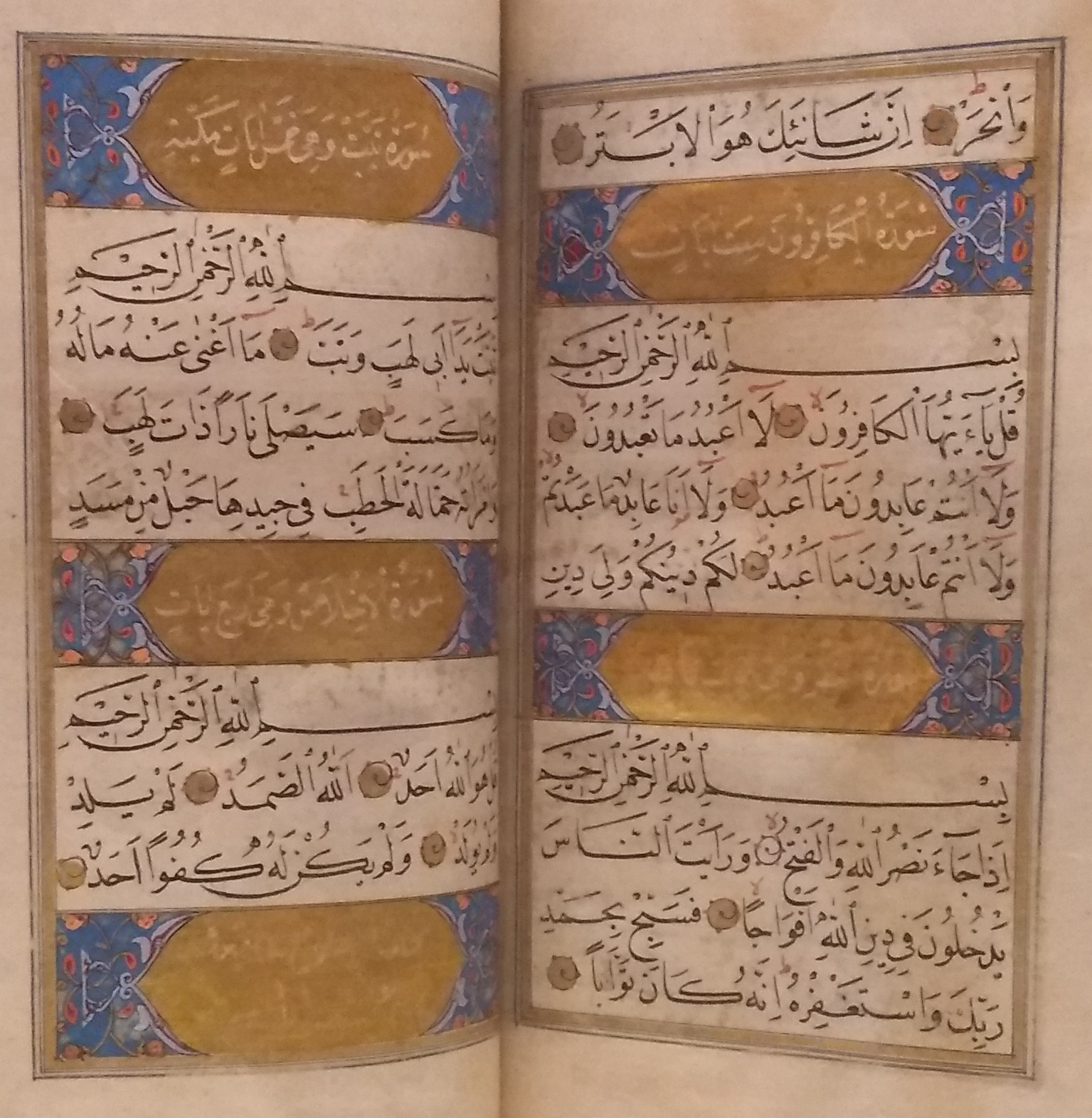
مخطوطة قرآنية كاملة لسور الكافرون والنصر والمسد والإخلاص مكتوبة بخط النسخ الأسود، مع علامات التشكيل بالفواصل الحمراء والمُذهبة.

واختلف أهل التأويل في معنى المَسَدٍ، فقيل: ليف من ليف اليمن شديد، والحبال التي تفتل منه تكون قوية وصلبة. وقيل: هي حبال تكون بمكة. وقيل: حبل من شجر، وهو الحبل الذي كانت تحتطب به. وقيل: الحديدُ الذي يكونُ في البَكْرةِ. وقال مجاهد: من حديد، وقال سفيان: حبل في عنقها في النار مثل طوق طوله سبعون ذراعًا. وعن عروة بن الزبير: «سلسلةٌ ذَرْعُها سبعون ذراعًا  تدخل من فيها، وتخرج من أسفلها، ويلوى سائرها على عنقها». وعن سعيد بن المسيب: «كَانَتْ لَهَا قِلَادَةٌ فَاخِرَةٌ مِنْ جَوْهَرٍ، فقالت: واللات والعزى لأنفقنها فِي عَدَاوَةِ مُحَمَّدٍ. وَيَكُونُ ذَلِكَ عَذَابًا فِي جِيدِهَا يَوْمَ الْقِيَامَةِ.». وقيل: إن ذلك إشارة إلى الخذلان، يعني أنها مربوطة عن الإيمان بما سبق لها من الشقاء، كالمربوط في جيده بحبل من مسد.
تعتبر السورة من دلائل النبوة حيث نزلت في حياة أبي لهب وامرأته، وأخبرت أنهما في النار، ومن مقتضيات ذلك ومن لوازمه: أن يموت أبو لهب على الكفر، فكان من الممكن أن يُسلم أبو لهب أو امرأته كما أسلم غيره من الكفار؛ ولكن مات أبو لهب على الكفر، فصدقت الآيات بعد موته على الكفر. قال ابن كثير في تفسيره: «قال العلماء وفي هذه السورة معجزة ظاهرة ودليل واضح على النبوة، فإنه منذ نزل قوله تعالى "سيصلى نارا ذات لهب وامرأته حمالة الحطب في جيدها حبل من مسد"، فأخبر عنهما بالشقاء وعدم الإيمان لم يقيض لهما أن يؤمنا ولا واحد منهما لا باطنًا ولا ظاهرًا لا مُسرًا ولا مٌعلنًا، فكان هذا من أقوى الأدلة الباهرة الباطنة على النبوة الظاهرة.».

## مناسبة السورة لما قبلها
مناسبتها لما قبلها، أنه ذكر في السورة السابقة سورة النصر أن ثواب المطيع حصول النصر والاستعلاء في الدنيا، والثواب الجزيل في العقبى. وهنا ذكر أن عاقبة العاصي الخسار في الدنيا والعقاب في الآخرة. يقول فخر الدين الرازي:
| سورة المسد | ثم بين في سورة: قُلْ يَا أَيُّهَا الْكَافِرُونَ أن محمدًا ﷺ أطاع ربه وصرح بنفي عبادة الشركاء والأضداد، وأن الكافر عصى ربه واشتغل بعبادة الأضداد والأنداد، فكأنه قيل: إلهنا ما ثواب المطيع، وما عقاب العاصي؟ فقال: ثواب المطيع حصول النصر والفتح والاستيلاء في الدنيا والثواب الجزيل في العقبى، كما دل عليه سورة: إِذَا جَاءَ نَصْرُ اللَّهِ وَالْفَتْحُ وأما عقاب العاصي فهو الخسار في الدنيا والعقاب العظيم في العقبى، كما دلت عليه سورة: ﴿تَبَّتْ﴾ | سورة المسد |

## إعراب السورة
| ﴿تَبَّتۡ يَدَاۤ أَبِی لَهَبࣲ وَتَبَّ ۝١﴾       | تَبَّ فعل ماضٍ مبنيٌّ على الفتح، والتَّاء: تاء التأنيث الساكنة لا محلَّ لها من الإعراب. يدا: فاعل مرفوع وعلامة رفعه الألف؛ لأنه مثنًّى، حُذِفَتِ النون؛ لإضافة الفاعل المثنى، وهو مضافٌ. أبي: مضاف إليه مجرور وعلامة جره الياء؛ لأنه اسمٌ من الأسماء الخمسة، وهو مضاف، لهب: مضاف إليه مجرور وعلامة جرِّه الكسرة الظاهرة في آخره. الواو حرف عطف مبني، لا محل له من الإعراب، وتب: فعل ماضٍ مبنيٌّ عطف على تبت، وهي جملة دعائية لا محل لها. |
| ﴿مَاۤ أَغۡنَىٰ عَنۡهُ مَالُهُۥ وَمَا كَسَبَ ۝٢﴾ | ما: حرف نفي مبني على السكون، ويجوز أن تكون ما استفهامية في محل نصب. أغنى: فعل ماض مبني. عنه: حرف جر مبني، والهاء ضمير مبني في محل جر بحرف الجر، «ماله» فاعل (أغنى) مرفوع وعلامة رفعه الضمة الظاهرة على آخره وهو مضاف والهاء ضمير متصل مبني في محل جر مضاف إليه، «وما» اسم موصول معطوف على ماله «كسب» ماض فاعله مستتر والجملة صلة.                                                                                 |
| ﴿سَيَصۡلَىٰ نَارࣰا ذَاتَ لَهَبࣲ ۝٣﴾        | «سيصلى» السين حرف للاستقبال، ويصلى: فعل مضارع فاعله مستتر «نارًا» مفعول به «ذات» صفة نارًا «لهب» مضاف إليه. والجملة مستأنفة لا محل لها. |
| ﴿وَٱمۡرَأَتُهُۥ حَمَّالَةَ ٱلۡحَطَبِ ۝٤﴾      | «وامرأته» الواو حرف استئناف وامرأة مبتدأ، والهاء ضمير مبني في محل جر مضاف إليه. «حمالة» مفعول به لفعل محذوف تقديره: أذم حمالة «الحطب» مضاف إليه. قال الزمخشري: «وأنا أستحب هذه القراءة: وقرئ بالرفع على النعت لـ: {امرأته} وجاز ذلك لأن الإضافة حقيقته إذ المراد المضي أو على أنها بدل لأنها تشبه الجوامد بسبب تمحض الإضافة أو على أنها خبر لمبتدأ محذوف.».                                                       |
| ﴿فِی جِيدِهَا حَبۡلࣱ مِّن مَّسَدِۭ ۝٥﴾       | «في جيدها» الجار والمجرور خبر مقدم. «حبل» مبتدأ مؤخر والجملة الاسمية خبر المبتدأ (امرأته). «من مسد» جار وجرور والجملة صفة «حبل». |

## كتب عنها
أسرار البلاغة القرآنية في سورة ﴿تَبَّتۡ يَدَاۤ أَبِی لَهَبࣲ﴾، تأليف محمود توفيق سعد، مكتبة وهبة بالقاهرة، 1438هـ/ 2017م.

### إحالات المراجع
1. 1 2  القاضي (1981)، ص. 348.
2. ↑  الداني (1994)، ص. 295.
3. ↑  الشربيني (1868)، ج. 4، ص. 605.
4. ↑  الثعلبي (2002)، ج. 10، ص. 323.
5. ↑  النيسابوري (2015)، ج. 6، ص. 588.
6. 1 2 3 4  ابن عاشور (1973)، ج. 30، ص. 600.
7. ↑  السيوطي (1974)، ج. 1، ص. 96.
8. ↑  الفيروزابادي (1973)، ج. 1، ص. 98-99.
9. ↑  القرطبي (1935)، ج. 20، ص. 234.
10. 1 2  الرازي (2000)، ج. 32، ص. 348.
11. ↑  الرازي (2000)، ج. 32، ص. 349.
12. ↑  الطبري (2001)، ج. 24، ص. 714.
13. ↑  القرطبي (1935)، ج. 20، ص. 235.
14. ↑  ابن عاشور (1973)، ج. 30، ص. 601.
15. ↑  القرطبي (1935)، ج. 20، ص. 236.
16. 1 2  القرطبي (1935)، ج. 20، ص. 238.
17. ↑  الطبري (2001)، ج. 24، ص. 717.
18. ↑  ابن عاشور (1973)، ج. 30، ص. 604.
19. ↑  القرطبي (1935)، ج. 20، ص. 237.
20. ↑  ابن عاشور (1973)، ج. 30، ص. 605.
21. ↑  القرطبي (1935)، ج. 20، ص. 240.
22. ↑  الطبري (2001)، ج. 24، ص. 720.
23. ↑  القرطبي (1935)، ج. 20، ص. 239.
24. ↑  قطب (2003)، ج. 6، ص. 4000.
25. ↑  ابن عاشور (1973)، ج. 30، ص. 606.
26. ↑  الطبري (2001)، ج. 24، ص. 722- 725.
27. ↑  القرطبي (1935)، ج. 20، ص. 242.
28. ↑  ابن كثير (1998)، ج. 8، ص. 488.
29. 1 2 3  سلامة (2006)، ص. 211، 212.
30. ↑  درويش (1992)، ج. 10، ص. 600- 601.
31. 1 2  الدعاس (2004)، ج. 3، ص. 473.

### معلومات المراجع المُفصَّلة
- الخطيب الشربيني (1868)، السراج المنير في الإعانة على معرفة بعض معاني كلام ربنا الحكيم الخبير، القاهرة: الهيئة العامة لشؤون المطابع الأميرية، OCLC:236016840، QID:Q115641715
- القرطبي (1935)، الجامع لأحكام القرآن، والمبين لما تضمنه من السنة وآي الفرقان: تفسير القرطبي، القاهرة: دار الكتب والوثائق القومية، OCLC:17965928، QID:Q115683910{{استشهاد}}:  صيانة الاستشهاد: ref duplicates default (link)
- محمد الطاهر بن عاشور (1973)، التحرير والتنوير من التفسير، تونس: دار سحنون، OCLC:777152792، QID:Q116452785
- مجد الدين الفيروزآبادي (1973)، بصائر ذوي التمييز في لطائف الكتاب العزيز، تحقيق: محمد علي النجار (ط. 3)، القاهرة: المجلس الأعلى للشؤون الإسلامية، OCLC:4771437969، QID:Q120645182
- جلال الدين السيوطي (1974)، الإتقان في علوم القرآن، تحقيق: محمد أبو الفضل إبراهيم، القاهرة: الهيئة المصرية العامة للكتاب، OCLC:4770017618، QID:Q115728353
- عبد الفتاح القاضي (1981)، البدور الزاهرة في القراءات العشر المتواترة (ط. 1)، بيروت: دار الكتاب العربي، OCLC:457123342، QID:Q115641917
- محي الدين درويش (1992)، إعراب القرآن الكريم وبيانه (ط. 3)، دمشق، حمص: اليمامة للطباعة والنشر والتوزيع، دار ابن كثير، دار الإرشاد للشؤون الجامعية، OCLC:4771426697، QID:Q115640897
- الواحدي النيسابوري (1992)، أسباب النزول، تحقيق: عصام الحميدان (ط. 2)، الدمام: دار الإصلاح، OCLC:4770205220، QID:Q115754123
- ابن كثير الدمشقي (1998)، تفسير القرآن العظيم: تفسير ابن كثير، تحقيق: محمد حسين شمس الدين (ط. 1)، بيروت: دار الكتب العلمية، OCLC:914363003، QID:Q115701544
- فخر الدين الرازي (2000)، مفاتيح الغيب: تفسير فخر الدين الرازي (ط. 3)، بيروت: دار إحياء التراث العربي، OCLC:1158766639، QID:Q115730115
- محمد بن جرير الطبري (2001)، جامع البيان عن تأويل آي القرآن: تفسير الطبري، تحقيق: عبد الله بن عبد المحسن التركي (ط. 1)، القاهرة: هجر للطباعة والنشر والتوزيع والإعلان، OCLC:1103746918، QID:Q97221368
- أبو إسحاق الثعلبي (2002)، الكشف والبيان عن تفسير القرآن: تفسير الثعلبي، مراجعة: نظير الساعدي. تحقيق: علي عاشور، دار إحياء التراث العربي، OCLC:57148216، QID:Q120645546
- سيد قطب (2003)، في ظلال القرآن (ط. 32)، القاهرة: دار الشروق، QID:Q127172787
- أحمد الدعاس؛ أحمد حميدان؛ إسماعيل القاسم (2004)، إعراب القرآن الكريم (ط. 1)، دمشق، بيروت: دار النمير، دار الفارابي، OCLC:957327916، QID:Q115640158
- محمد حسين سلامة (2006). إعراب جزء عم: إعراب وتفسير وبلاغة وأسباب النزول (ط. 1). القاهرة: دار الآفاق العربية. ISBN:977-344-102-4. OCLC:587740694. QID:Q115683765.
- نظام الدين النيسابوري (2015). تفسير غرائب القرآن ورغائب الفرقان. تحقيق: زكريا عميرات. بيروت: دار الكتب العلمية. ISBN:978-2-7451-0603-2. QID:Q128426659.

## وصلات خارجية
- سورة المسد بقراءة مشاري بن راشد العفاسي
- سورة المسد: تجويدًا وتفسيرًا - (موقع التفسير).